# 場の空気
場の空気（ばのくうき）とは、その場の様子や社会的雰囲気を表す言葉。とくにコミュニケーションの場において、対人関係や社会集団の状況における情緒的関係や力関係、利害関係など言語では明示的に表現されていない（もしくは表現が忌避されている）関係性の諸要素のことなどを示す慣用句である。
「場の」はつけず、ただ「空気」と表現されることもある。

## 概要
現在では、集団や個々人の心情・気分、あるいは集団の置かれている状況を指すことが多いが、人によって指し示す範囲は若干異なる。社会心理学では「場の空気」が起こす集団心理の危険性に着目することが多く、ビジネス等では逆にコミュニケーション能力として肯定的に解釈することが多い。
「空気」をある種の時代の気分や流行、文化や考え方の比喩として使用する例は古くからあり、夏目漱石は『三四郎』予告で「田舎の高等学校を卒業して東京の大学に這入つた三四郎が新しい空気に触れる」と記している。
山本七平が著した『「空気」の研究』では、社会心理学の観点から場の空気を捉え、三菱重工爆破事件、坊ノ岬沖海戦、日中戦争の本格化、西南戦争などで「空気の一方向支配」を具体的に挙げている。集団内に蔓延する空気支配によって、意思決定が歪み、誤った方向へ事態が進むことを危惧・問題提起し、「水を差す」ことの重要性を提示した。
場の空気を読む、すなわち場の空気を意識することは暗黙知であり、心理学ではこのような能力を「社会的知能（ソーシャル・インテリジェンス）」と呼んでいるとしている。そのような能力は「EQ」（情動指数、心の知能指数）という呼び方でも知られ、習得可能なもの（＝技能）として捉え、社会技能と呼んでいる。つまり、対人心理学においては、対人関係の巧拙を生得的なもの（＝性格）としては捉えない。
また場の空気を読むことがすなわち協調であると考える者も多く、ある側面において日本特有の事象であるとする説もある。（下記参照）
2007年には、「空気を読めない」を略してKYという言葉が一部のマスメディアで取り上げられる様になり、同年の新語・流行語大賞候補にもなった。

## 相手の表情から気持ちを読むこと
「場の空気を読む」ということは、「顔色を窺う」ことと同義といってもよい。集団や社会への親和性という面から見れば、周囲の人の反応を意識することであり、他人の表情や言動から、自分の行動への評価を見つけ出すことである。
場の空気を読むことに長ける人は集団への親和性が高くなり、逆に場の空気を読めない人は集団内の人々からの評価が低くなる傾向が見られる。これは日本に限ったことではなく、他の国々でも同様の傾向があると思われる。
内藤誼人は自著『「場の空気」を読む技術』において、顔の表情を読むこと、なかでも相手の眼を見ることが重要だとしている。相手の言っていることと相手の表情とが一致しなかったら、表情のほうが相手の真情として優先させるということである。例えば相手が「怒っていないよ」と言っている時に怒っている表情をしていたら、相手は怒っていると捉えることである。「場の空気」が読めない人は、相手の顔や眼元の表情を見ないで、うつむきがちに話したり、顔ではないところや、手元の資料を見ながら話す傾向がある。それにより耳から入ってくる言葉にばかり注意が向き、相手の真意・心情を理解し損ねているとされる。
しかしながら、「空気」を読んで理解したはずの相手の真意･心情は、本当にその相手の真情であるとは限らず、当人の勝手な先入観や思い込みであることも多い。

## 「場の空気」を読んだうえでどのように振舞うか
「場の空気を読む」ことと、それを踏まえて「どのように振舞うか」ということは、また別の要素である。無数の主体的な選択肢が、各人の価値観・道徳観・哲学・人生観などと呼ばれるものに応じて、その瞬間瞬間に存在している。
一般的に「場の空気を読む」とは、相手の表情に好ましいと感じている反応が出たら、行動を積極的に行い、否定的な反応が出た場合は、自分が直前に取ったような行動は抑制する、つまり「場の空気」を読んで発言や行動を左右するということである。
また逆に「場の空気」を読んだうえで「水を差す」振る舞いも存在する。例えば、「場の空気」が"陰鬱"と読んだら、自らその場を明るいものにする、「場の空気」が"いじめ"あるいは"犯罪的"と読んで適切・適法な行動を取る、などの選択肢も存在する。
しかしながら、一般的にはこのような振舞いは「場をしらけさせる」「空気を読んでいない」と感情的に対応されることが多い。

## 「場の空気」を読む能力の習得
この能力は、これに関する訓練や実地体験の積み重ねによって伸ばすことができる。通常、このような訓練は主に成長過程において極めて自然な形式で行われているので、社会環境の影響を受けやすい。
また成人してから、マナー教育などを通して形式知として理知的にこれを理解しようとする場合もある。

## 「場の空気」を読む危険性
アーヴィング・ジャニスは、ピッグス湾事件、ベトナム戦争のトンキン湾事件による拡大政策、ウォーターゲート事件などの事例から、アメリカ合衆国大統領とその側近がいかに優秀であっても、集団になると馬鹿げた意思決定をしてしまう現象（集団浅慮）を分析している。固定的な組織が似通った構成員により作られ、公平なリーダーシップがない状況で、外部から強い圧力を受ける場合、全会一致の幻想を抱き、他人の勧告や他の情報を意図的に無視し、集団のコンセンサスを逸脱する議論に圧力をかける「全会一致への圧力」が生じるとする。
この結果、閉鎖的な仲の良い集団が、調和を尊重しすぎるあまり、重大な意思決定に際して、不合理なリスキーシフトを起こす。リスキーシフトとは集団で討議したのち、意思決定がより危険性の高いものにシフトする心理法則・心理現象を指す。

## 冷泉彰彦による空気の分類・分析と問題改善の提案
冷泉彰彦は3人以上の場における空気と、二人だけの会話における空気を区別して考察している（冷泉は、著書において表現を簡略化するために、3人以上の場合の空気を「場の空気」、二人だけの場合を「関係の空気」と呼び分けているが冷泉以外は基本的にそのような表現を用いていないのでこの名称自体は日本語としては受け入れられていないと考えられるのでここではその用語は控える）。そしておおまかに言えば3人以上の空気に問題が生まれがちで、2人だけの場合の空気は必要なもので肯定されるべきものとといった仮説のもとで書いている。
冷泉は二人の場合の「空気」とは、二人の間、聞き手と話し手の間で共有されている情報のすべてだとする。事前にラーメンについて語っていた二人が、実際にラーメン屋でラーメンを食べた後で「うーむ」とだけ言った場合の例などを分析して、あえて全てを言葉で表現しないで省略することで、もともと二人のあいだに情報を共有しているというメッセージが送れるのだから、共感性や親近感が高まるコミュニケーションとなる、と述べる。また、恋人同士の他愛のない言葉のやりとりの例も挙げ、二人にだけは何を語っているのか明白な状況であえて具体的な話題そのものを口にしないことで互いに親密の度合いを楽しんでいるとし、肯定する。
日本人には言葉の表現スタイルを相手に合わせようとする習性があるとする。日本人は幼児相手には幼児風に話してしまうし、外国人と話す時は無意識のうちに外国人風の不完全な日本語を話したりするし、業界人と話す時は普段使わないような業界用語を使ってしまう、相手が省略語を使うとそれに合わせる省略語を使って省略語を世に氾濫させたりする、とする。それもこれも二人の間で空気を維持したい、親密さを維持したいということなのだとする。この場合の空気は一対一の関係性そのもので、重要な要素であるとし、肯定する。
ただし、関係が維持できているうちはいいのだが、複雑化した現代、人間同士の関係が破綻することは起きるのであって、そのような時には錯綜する利害関係の調整しなければならないが、空気重視、親密さ重視の日本語（日本人の表現スタイル）が事態に追いついていない、日本語の表現スタイル・日本人のコミュニケーションスタイルは「複雑さ」とうまくやってゆく機能が不足していると冷泉は指摘する。
冷泉は山本の『空気の研究』で使った「抗空気罪」などの表現に言及した上で、山本の死後も日本の状況は変わっていないと述べ、企業や学校での例を挙げる。3人以上のコミュニケーションでの空気は様々な問題を生んでいると指摘する。日本人は、省略表現、指示代名詞、略語、ニックネームなどの一種の暗号を頻繁に用いることで、互いに共通のデコード情報を共有していること、共通の理解があることを確認しあっており、目先の親密さ維持だけを重視するあまり、親密さの表現のスタイルが乱れるだけでもそれに感情的に反応して、「抗空気罪」を適用して断罪するのだ、そこに問題がある、とする。というのは、一対一の場合ならば、「暗号」が復元できないでも、「"例の件"って何だっけ？」と気軽に聞き返せるのに、3人以上の場では空気を乱したとして顰蹙を買い「抗空気罪」が適用されるため尋ねることもできず、情報の伝達が滞り、聞き手には疎外感が残り、話し手には"分からないやつがいる不快感"が生まれてしまう、とする。一対一の時には有益な話法であっても、それが3人以上の会話、公的な場に持ち込まれると、権力を暴走させてしまうことになり合理的な判断や利害調整を妨害し始める、と指摘する。
そうした問題点を解決するために、日本人はもっと聞き手のことを配慮して、省略表現やニックネームなどの「暗号」の使用を控えて、例外的なメンバーのことも意識しつつ多少冗長であってもいいからものごとをきっちりと言葉で説明するようにすべきだと冷泉は提案する。また他にも、慣れ合いを感じさせる語尾を安易に用いず、自分が目上であろうが目下であろうが「です、ます」などの表現を標準表現として積極的に用いるべきことなど、いくつかの提案をしている。

## 精神医療との兼ね合い
精神医療分野では、社会性に影響のある幾つかの症状も存在する。これらに関係する者は、場の空気に馴染まない傾向も否定出来ない。
しかし、これらでは「際立った個性」が「場の空気を乱している」と評される傾向も否定できず、これも前出の「場の空気」という考え方に対する否定論に繋がっている。勿論、周囲の人に迷惑を掛ける個性では困るが、「とりたてて迷惑ではない」程度の個性に関しては寛容になることも重要と言える。
精神疾患のうつ病では、過度に干渉すると悪化する危険性も指摘されている。場の空気を盾に無闇に干渉することは、医学上の禁忌である。

### 発達障害と「場の空気」
社会技能は訓練による習得を前提とした概念であるものの、広汎性発達障害を持つ人物の場合、社会技能の習得が生理的に不可能であったり、著しい困難を伴うことがある。即ち、場の空気を読むことが出来ない。これは性格や家庭教育の問題ではなく、脳の先天的な機能（心の理論）の欠陥によるものである。
これらの発達障害による問題行動は、成長に伴って減少する傾向があるが、定型発達者と全く同じ振る舞いが出来るほど改善するケースは、極めて稀である。よって、そうした少数のケースだけにしか目を向けないまま、発達障害の人間に場の空気を読む努力を強いることは、当人に計り知れない精神的な負担をかけ、うつ病や対人恐怖症などの二次障害を引き起こさせてしまう可能性が非常に高い、ということを周囲は認識しておかなければならない。
原則として、
- 本人が場の空気を読めないことを「自覚」して受け入れ、周囲に対して心を開くとともに、理解や支援を求める。
- 周囲もそれを「言い訳だ」などと切り捨てたり、場の空気を読むことを押し付けたりせず、至らない点があれば、何が良くなかったのかを解りやすく諭すなど、可能な限りそれを受け入れる。

ことが、最も有効である。

### パーソナリティ障害と「場の空気」
長期に渡って周囲と円滑なコミュニケーションが営めず、当人がその状態を苦痛と感じる場合、精神医学ではパーソナリティ障害と診断する。但し、パーソナリティ障害だから場の空気が読めないのではなく、場の空気が読めないことを本人が苦痛と感じる場合にパーソナリティ障害と診断されるという点に留意する必要がある。また、パーソナリティ障害は「広義」の精神疾患であり、一般的な精神疾患のように責任能力の有無に関わる判断材料にはなりえない。

## インターネット上での「場の空気」
日本のインターネット上で一部のコミュニケーションにおいては、発言内容をベースにやりとりするというよりも、むしろ互いに発言同士を連鎖させていくことが重視されており、これを社会学者の北田暁大はつながりの社会性と呼んでいる（ネガティヴに作用するとブログの炎上などを引き起こすことになる）。
批評家・社会学者の濱野智史は、日本において一部のネットサービス（2ちゃんねる・ニコニコ動画・mixiなど）の多くはこのような場の空気を読む文化に基づいているとしており、他の先進国とは違って、内容ベースの熟議を行う電子公共圏の構築（討議プロセスを含む電子民主主義の実現）が困難になるなどの弊害が指摘されている。他方で、インターネット上でも場の空気を読むことが求められているのは日本の現実世界での暗黙のルールをオンライン上にも無意識に持ち込んでしまっているからに過ぎず、現代社会の「人間関係の流動化」が今後も加速していけば（すなわち空気が読めないほどに流動性が上昇すれば）、インターネット上での場の空気にひきずられたサイバーカスケード的な現象はおさまっていくのではないかという見方もある。

## 批判
物事の判断が「場の空気」に支配される事象は、古今東西を問わずしばしば見られ、先にも述べたように様々な弊害を引き起こし得る。
山本七平は、例として旧日本軍の対米開戦、戦艦大和の沖縄出撃、日中国交回復、イタイイタイ病事件、自動車公害に関する世論等を挙げ、細かいデータおよび明確な根拠があるにもかかわらず、科学的根拠の全く無い判断が「空気」によって最終的に決定されたと指摘している。この事象をもって、山本は「それ（空気）は非常に強固で、ほぼ絶対的な支配力をもつ『判断の基準』であり、それに抵抗する者を異端として、『抗空気罪』で社会的に葬るほどの力をもつ超能力である」と述べた。
白田秀彰は、学校社会において空気の支配が蔓延していると指摘した。子供たちは場の空気に怯え、設定されるキャラクターに戦々恐々としている。学生が新しい「場」に入ったときに、この「場」が強制してくるキャラクターを受け入れ、それを演じうることが「場の空気が読める」ということであり、場が設定したキャラクターを演じつづけられる限りは、彼はそれなりに人気を得たり、居場所を得ることができる。しかし、彼がこうしたキャラクターを演じるのを放棄した場合は、いじめの標的になるか、逃避行動としての不登校を選ぶことが多い。最近では、日本の高校で電子メールをめぐる空気の支配が蔓延しており、絵文字がない、極端な短文、返信が少しでも遅いなどといったことがあると「キレてる」「空気が読めない」と思われるのだという。そのため、「そのような風潮になじめない人にとっては大学で初めて個人的自由が得られる」と指摘された（スクールカーストも参照）。
劇作家の鴻上尚史は、著書「“世間”と“空気”」（講談社現代新書）において、「日本人が、世間を喪失したのが大体バブル期だ。世間を喪失した現代人は、相手や周囲の顔色を見ながら言動の適否を判断せざるを得ない。空気しか知らない世代が、社会人になるのが心配だ」と述べている。具体例として、子役のオーディションで、1980年代前半までは、「君のクラスはどんなクラス？」と聞くことができたという。子供にとっての世間とは、クラスのことであった。しかし、1980年代後半以降、「君のグループはどんなグループ？」と聞かざるを得なくなり、21世紀に入ってから、その傾向が強まっているとする。KYという語が、既に流行語ではなく、世相を反映した語だというのである。
色川大吉は、「ある昭和史―自分史の試み」で場の空気を「天皇を頂点に一君万民、自分達を超越し利害を調停してくれる絶対者を常に求め、仲間内さえ良かれという社会体制に起因するものであり、日本特有のもの」とした。
集団思考の問題については欧米でも複数の報告や研究事例があるが、日本では「個人主義が未発達の日本」という文脈の上で「場の空気」の論題を日本人論のひとつとして論じられる文書がある。